# Free Software Foundation
A Free Software Foundation (röviden FSF, magyarul „szabad szoftver alapítvány”) egy alapítvány,  nonprofit szervezet, amelyet a szabad szoftver mozgalom, és azon belül is elsősorban a GNU projekt támogatására hozott létre Richard Stallman 1985. október 4-én.
Alapításától az 1990-es évek közepéig alapítványi vagyonát főként szabad szoftvereket készítő fejlesztők támogatására használta. Ezt követően megjelentek azon cégek és magánszemélyek, akik támogatják a szabad programok készítését, ezért ettől kezdve az FSF alkalmazottak és támogatók főként a szabad szoftverekkel kapcsolatos jogi struktúrákon és problémák megoldásán dolgoznak.
Az igazgatótanács tagjai 2004 áprilisában:
- Geoffery Knauth, vezető szoftver-mérnök, SFA, Inc.
- Lawrence Lessig, jogászprofesszor, Stanford University
- Eben Moglen, a jog és jogtörténet professzora, Columbia University
- Henri Poole, a CivicActions alapítója
- Richard M. Stallman, az FSF és a GNU Projekt alapítója, a GNU GPL (általános nyilvános licenc) első és második verziójának készítője
- Gerald J. Sussman, a számítógép-tudomány professzora, Massachusetts Institute of Technology (MIT)

Egyéb tisztségek:
- Richard M. Stallman: elnök
- Bradley Kuhn: alelnök, ügyvezető
- Eben Moglen: általános tanácsadó
- Dan Ravicher: főtanácsadó
- Lisa "Opus" Goldstein: gazdasági vezető